# Partido Accesibilidad Sin Exclusión
Il Partido Accesibilidad Sin Exclusión (in italiano Partito Accessibilità Senza Esclusione, PASE) è un partito politico costaricano, di ideologia sulla lotta dei diritti dei disabili.

## Storia
Nel 2004 Óscar Andrés López Arias, il primo politico nato con la cecità, insieme con altri disabili costaricani fondano il partito PASE.
In Uruguay viene fondata il partito dei disabili.
È stata fondata a metà del 2004, attraverso una consultazione con persone con disabilità e anziani, a livello provinciale, a San José. È stato registrato davanti alla Corte Suprema delle Elezioni della Costa Rica il 21 agosto 2005.
Nelle elezioni del 5 febbraio 2006 hanno eletto un deputato, Óscar López Arias. Il PASE è stato uno dei partiti politici che si è opposta all'Accordo di libero scambio con gli Stati Uniti, la più grande situazione politica costaricana degli ultimi anni.
Nel 2008, il leader Óscar Andrés López Arias si è espresso contro un disegno di legge volto a estendere il riconoscimento civile alle coppie omosessuali in Costa Rica.
Nel 2009, il partito è riuscito a registrarsi su scala nazionale candidandosi per Oscar López come candidato alla presidenza, essendo il primo cieco in America Latina a essere candidato alla presidenza di un paese, ottenendo circa l'1% dei voti presidenziali, e quattro deputati nell'Assemblea legislativa della Costa Rica. López è stato in seguito candidato a sindaco di San José, arrivando terzo dietro ai candidati Johnny Araya Monge del Partito di liberazione nazionale e Gloria Valerín Rodríguez del Partito d'azione cittadina.
Il Tribunale Supremo Elettorale (TSE) indaga se i noleggi di veicoli che la PASE ha addebitato al tesoro, per ¢ 312 milioni, all'interno del debito politico corrispondente alle elezioni del 2010, fossero fittizi.
Nel 2013 ha rieletto Óscar López presidente per altri quattro anni e candidato alla presidenza. La fazione legislativa del PASE ha sostenuto la candidatura presidenziale di Johnny Araya Monge, il candidato dell'allora Partito Liberazione Nazionale al governo.
Nella legislatura 2014-2018 ha aderito al cosiddetto Blocco Cristiano dei partiti politici in Assemblea, composto da cinque deputati dei partiti conservatori. Nelle elezioni municipali del 2016 il partito ha ottenuto due sindaci, come nelle precedenti, mantenendo il sindaco di Liberia, provincia di Guanacaste e Paraíso de Cartago. Nelle elezioni presidenziali costaricane del 2018, con López nuovamente candidato alla presidenza, ottiene lo 0,38% dei voti e perde il suo unico seggio legislativo. A partire dal 2018, il partito ha avviato colloqui con altre forze politiche di destra come Nueva Generación, Alianza Demócrata Cristiana, Renovación Costarricense, Republicano Social Cristiano, Movimento Libertario, Unidos Podemos e un settore del Partito Unità Sociale Cristiana per negoziare una coalizione conservatrice per le elezioni del 2022 ma queste non hanno dato frutti e la coalizione è stata scartata.

## Segretari
- Óscar Andrés López Arias (2004 - in carica)

## Risultati elettorali
| Anno | Voti    | Seggi  |
| ---- | ------- | ------ |
| 2006 | 25 690  | 1 / 57 |
| 2010 | 171 858 | 4 / 57 |
| 2014 | 81 291  | 1 / 57 |
| 2018 | 46 071  | 0 / 57 |
| 2022 | 31 339  | 0 / 57 |